# 戴維斯縣 (愛阿華州)
戴維斯縣（英語：Davis County）是美國愛阿華州南部的一個縣，南鄰密蘇里州。面積1,308平方公里。根據美國2000年人口普查，共有人口8,541人。縣治布倫菲 (Bloomfield)。
成立於1843年2月17日，縣政府成立於1844年3月1日。縣名紀念代表肯塔基州的聯邦眾議員、參議員的加勒特·戴維斯。